# آ.ث. میلان و تیم ملی فوتبال ایتالیا
فهرست بازیکنانی که در زمان حضور در آ.ث. میلان، در سطوح مختلف تیم ملی فوتبال ایتالیا بازی کرده‌اند.
بازیکنانی که قبل یا بعد از حضور در میلان، برای ایتالیا بازی کرده‌اند در لیست قرار ندارند.همچنین بازیکنانی که به اردوی تیم ملی فراخوانده شده‌اند اما در هیچ مسابقه‌ای به میدان نرفته‌اند نیز ذکر نشده‌اند.

## فهرست بازیکنان دعوت شده از میلان به تیم‌های ملی ایتالیا
بروزرسانی شده در ژوئیه ۲۰۱۸

### فهرست بازیکنان دعوت شده از میلان بهتیم ملی فوتبال ایتالیا[۱]
| - ایگناتزیو آباته - کریستین آبیاتی - فرانچسکو آچربی - دیمیتریو آلبرتینی - خوزه آلتافینی - ماسیمو آمبروزینی - کارلو آنچلوتی - کارلو آنووازی - آنجلو آنکویلتی - لوکا آنتونلی - لوکا آنتونینی - آلبرتو آکیلانی - پیترو آرکاری - روبرتو باجو - ماریو بالوتلی - فرانکو بارزی - سرجو باتیستینی - گاستونه بئان - رومئو بنتی - ماریو برگاماسکی - آندره‌آ برتولاچی - آلدو بوفی - جاکومو بوناونتورا - دنیله بونرا - داریو بونتی - آندریا بونومی - لئوناردو بونوچی | - مارکو بوریلو - کریستین بروکی - لورنزو بوفون - روبن بوریانی - رنزو بورینی - فابیو کاپلو - اجیدیو کاپرا - ریکاردو کاراپلس - جوستاوو کاررر - آنتونیو کاسانو - السیو چرچی - آلدو چونینی - لوچانو کیاروجی - فرانچسکو کوکو - فولویو کولوواتی - آندره‌آ کونتی - الساندرو کاستاکورتا - پاتریک کوترونه - ماریو داوید - ماتیا د شیلیو - رنزو د وکی - روبرتو دونادونی - جانلوئیجی دوناروما - استفان الشعراوی - استفانو ارانیو - آلبریگو اوانی - آلفیو فونتانا | - آملتو فرینیانی - کارلو گالی - جنارو گتوزو - جورجو گتسی - آلبرتو جیلاردینو - پیترو گروسو - فیلیپو اینزاگی - پیترو لانا - جیانلویجی لنتینی - جووانی لودتی - چزاره لوواتی - ماریو مانیوتسی - ساول مالاتراسی - آلدو مالدرا - چزاره مالدینی - پائولو مالدینی - دنیله ماسارو - ریکاردو مونتولیوو - برونو مورا - الساندرو نستا - آنتونیو نوچرینو - والتر نوولینو - ماسیمو اوددو - جوزپه پانکارو - کریستین پانوچی - جامپائولو پاتزینی - آندره‌آ پیرلو | - پیرینو پراتی - آندره‌آ پولی - لوئیجی رادیچه - ادواردو ریکانیی - جانی ریورا - جوزپه ریتزی - آلسیو رومانیولی - روبرتو روساتو - پائولو روسی - سباستیانو روسی - جوزپه سابادینی - لوئیجی سالا - مارکو سالا - ساندرو سالوادور - خوان آلبرتو شیافینو - آبدون زگاربی - آرتورو سیلوستری - مارکو سیمونه - مائورو تاسوتی - اومرو تونیون - جووانی تراپاتونی - ماریو ترببی - آتیلیو ترره - کریستین ویری - جانلوکا زامبروتا - لوچانو زکینی |

### فهرست بازیکنان دعوت شده از میلان به تیم ملی المپیک ایتالیا
| - ایگناتزیو آباته - دیمیتریو آلبرتینی | - فرانچسکو آنتونیولی | - فرانکو بارزی | - فولویو کولوواتی |

### فهرست بازیکنان دعوت شده از میلان به تیم ملی فوتبال زیر ۲۳ سال ایتالیا
| - مارچلو کامپولونگی | - فرانچسکو کوکو |

### فهرست بازیکنان دعوت شده از میلان بهتیم ملی فوتبال زیر ۲۱ سال ایتالیا
| - کریستین آبیاتی - دیمیتریو آلبرتینی - ماسیمو آمبروزینی - فرانچسکو آنتونیولی - فرانکو بارزی - سرجو باتیستینی - مارکو بوریلو - داویده کالابریا - فرانچسکو کوکو - فولویو کولوواتی - جیانی کوماندینی - الساندرو کاستاکورتا - کارلو کودیچینی | - پاتریک کوترونه - دنیه دیانو - ساموئله دالا بونا - متئو دارمیان - داویده دی جنارو - روبرتو دونادونی - ماسیمو دوناتی - جانلوئیجی دوناروما - استفان الشعراوی - آلبریگو اوانی - دیجو فوسر - جوزپه گالدریسی - فیلیپو گالی | - جنارو گتوزو - آندره‌آ ایکاردی - جوزپه اینکوچاتی - کریستین لانتینیوتی - مانوئل لوکاتلی - توماس لوکاتلی - روبرتو لورنتسینی - گیدو ماگرینی - آلدو مالدرا - پائولو مالدینی - آنجلو مارکی - خوزه مائوری - کریستین پانوچی | - آندره‌آ پیرلو - الساندرو پلیتزاری - فرانچسکو رومانو - آلسیو رومانیولی - استفانو سالواتوری - مارکو سیمونه - جووانی ستروپا - مائورو تاسوتی - ویلیام وه‌چی - سیلوانو ویلا - فرانچسکو زانونچلی - وینچنزو زاتزارو |

### فهرست بازیکنان دعوت شده از میلان بهتیم ملی فوتبال زیر ۲۰ سال ایتالیا
| - میکلانجلو آلبرتازی - جیاکومو به‌ره‌تا - متئو بروسکاجین | - متئو دارمیان - میکله فری | - الیا لگاتی - لینو مارتزوراتی | - خوزه مائوری - نیکولا پازینی |

### فهرست بازیکنان دعوت شده از میلان بهتیم ملی فوتبال زیر ۱۹ سال ایتالیا
| - میکلانجلو آلبرتازی - لوکا آنتونلی - متئو آردماینی - روبرتو بورتولوتو - متئو بروسکاجین | - متئو دارمیان - داویده دی جنارو - مارکو دونادل - الیا لگاتی - لینو مارتزوراتی | - آلبرتو پالوسکی - آندره‌آ پتانیا - رومانو پرتیکونه - فدریکو پیاتسا - میکله پیکولو | - پائولو سامارکو - میرکو استفانی - متئو تئولدی - جان مارکو زیگونی - استفان الشعراوی |

### فهرست بازیکنان دعوت شده از میلان بهتیم ملی فوتبال زیر ۱۸ سال ایتالیا
| - ایگناتزیو آباته - سیمون لوکا آگاتسونه - دیمیتریو آلبرتینی - ماسیمو آمبروزینی - لوکا آنتونینی - متئو آردماینی - داویده آستوری - روبرتو بورتولوتو - آلسیو بوتستی - جان پائولو کاستورینا | - فلیچه کاوالیه‌ره - فرانچسکو کوکو - روبرتو کولومبو - نیکولا کورنت - کارلو کودیچینی - دنیله داینو - متئو دارمیان - فرانچسکو د فرانچسکو - میکله دل وکیو - داویده دی جنارو | - میکله فری - لوکا گزنیاک - الساندرو ایاکونو - مارچلو لامبروگی - کلودیو ماستراپاسکا - رومانو فرانچسکو مائورینو - استفانو موندینی - نیکولا پادوئین - آندره‌آ پتانیا - رومانو پرتیکونه | - متئو پلاچیدا - الساندرو کواترینی - آندره‌آ رابیتو - متیا رینالدینی - لورنزو روستی - میرکو سادوتی - آنتونیو سارچینلا - ماریو استنکانلی - میرکو استفانی - جان مارکو زیگونی |

## لیست بازیکنان خارجی که در زمان عضویت در میلان در تورنمت‌های بزرگ برنده شده‌اند

### جام جهانی فوتبال
| - مارسل دسایی (تیم ملی فوتبال فرانسه) - ۱۹۹۸ - دیدا (تیم ملی فوتبال برزیل) - ۲۰۰۲ | - روکه جونیور (تیم ملی فوتبال برزیل) - ۲۰۰۲ |

### جام کنفدراسیون‌ها
| - لئوناردو (تیم ملی فوتبال برزیل) - ۱۹۹۷ - دیدا (تیم ملی فوتبال برزیل) - ۲۰۰۵ | - کاکا (تیم ملی فوتبال برزیل) - ۲۰۰۵ و ۲۰۰۹ - الکساندر پاتو (تیم ملی فوتبال برزیل) - ۲۰۰۹ |

### جام ملت‌های اروپا
| - رود گولیت (تیم ملی فوتبال هلند) - ۱۹۸۸ | - مارکو فان باستن (تیم ملی فوتبال هلند) - ۱۹۸۸ |

### کوپا آمریکا
| - سرجینیو (تیم ملی فوتبال برزیل) - ۱۹۹۹ |